# Microcar
Microcar est un constructeur français de voiture automobile sans permis en activité depuis 1980, racheté en 2008 par Ligier et discontinué en 2025.
L'usine de fabrication Microcar était située à Montaigu (Vendée).

## Historique
Le constructeur est fondé par le constructeur de bateaux de plaisance Jeanneau, racheté en 1995 par le groupe Groupe Bénéteau auquel Microcar appartient de 2000 à 2008. L'entreprise devient une filiale de Ligier après avoir été cédée par le Groupe Bénéteau en 2008.
Désormais associée à Ligier automobiles, ces deux grandes marques de voitures sans permis veulent concurrencer la marque Aixam (leader du marché français et européen de la VSP) et créent pour cela le groupe Drive Planet, renommé Ligier Group en 2014.
En 2014, les marques Ligier et Microcar ont été repositionnées pour ne plus être directement concurrentes. Microcar s'est ainsi spécialisé dans les modèles d'entrée de gamme à prix raisonnable, et a intégré la marque Dué comme son modèle d'accès.
Le 25 août 2014 la société Microcar a fait l'objet d'une fusion. Elle est absorbée par Automobiles Ligier. La société est radiée le 25 août 2014. Microcar devient une marque de Ligier. En 2024, Ligier a annoncé son intention de discontinuer la marque Microcar et en 2025, l'usine de Microcar à Montaigu a été fermée.

## Anciens modèles
- RJ49/RJ125[7]
- DX49/DX125[7]
- 50[7]
- Soléa[7]
- Spid[7]
- Lyra[7]
- Newstreet[7]
- Virgo[7]
- MC1/MC2[7]
- F8C[8]
- M8[9]
- Flex[10]
- M.Go[7]

## Modèles actuels
- Dué : ce modèle d'entrée de gamme est le moins cher du marché de la voiture sans permis
- M.Cross : cet utilitaire est une évolution du Flex[11].